# Simone Deromedis
Simone Deromedis (ur. 2 kwietnia 2000 w Trydencie) – włoski narciarz dowolny, specjalizujący się w skicrossie, mistrz świata i dwukrotny medalista mistrzostw świata juniorów.
Po raz pierwszy na arenie międzynarodowej pojawił się 26 listopada 2016 roku w Pitztal, gdzie w zawodach krajowych zajął 117. miejsce. Na mistrzostwach świata juniorów w Krasnojarsku w 2021 roku zdobył srebrne medale w skicrossie i skicrossie drużynowym.
W Pucharze Świata zadebiutował 6 grudnia 2019 roku w Val Thorens, zajmując 43. miejsce. Pierwsze pucharowe punkty wywalczył nieco ponad rok później w tej samej miejscowości, kiedy zajął 17. miejsce. Na podium zawodów tego cyklu pierwszy raz stanął 12 grudnia 2021 roku w Val Thorens, kończąc rywalizację w skicrossie na trzeciej pozycji. W zawodach tych wyprzedzili go jedynie Alex Fiva ze Szwajcarii i Francuz Terence Tchiknavorian. W sezonie 2021/2022 zajął jedenaste miejsce w klasyfikacji generalnej skicrossu.
Na mistrzostwach świata w Solitude w 2019 roku zajął 30. miejsce w skicrossie. Na rozgrywanych trzy lata później igrzyskach olimpijskich w Pekinie był piąty.

## Osiągnięcia

### Igrzyska olimpijskie
| Miejsce | Dzień     | Rok  | Miejscowość | Konkurencja | Zwycięzca  |
| ------- | --------- | ---- | ----------- | ----------- | ---------- |
| 5.      | 18 lutego | 2022 | Pekin       | Skicross    | Ryan Regez |

### Mistrzostwa świata
| Miejsce | Dzień     | Rok  | Miejscowość | Konkurencja | Zwycięzca      |
| ------- | --------- | ---- | ----------- | ----------- | -------------- |
| 30.     | 2 lutego  | 2019 | Solitude    | Skicross    | François Place |
| 31.     | 13 lutego | 2021 | Idre Fjäll  | Skicross    | Alex Fiva      |
| 1.      | 26 lutego | 2023 | Bakuriani   | Skicross    | –              |
| 6.      | 21 marca  | 2025 | Engadyna    | Skicross    | Ryan Regez     |

### Puchar Świata

#### Miejsca w klasyfikacji generalnej
Od sezonu 2020/2021 klasyfikacja skicrossu zastąpiła klasyfikację generalną.
- sezon 2020/2021: 29.
- sezon 2021/2022: 11.
- sezon 2022/2023: 18.
- sezon 2023/2024: 7.
- sezon 2024/2025: 2.

#### Miejsca na podium w zawodach
1. Val Thorens – 12 grudnia 2021 (skicross) – 3. miejsce
2. Veysonnaz – 19 marca 2022 (skicross) – 2. miejsce
3. Sankt Moritz – 28 stycznia 2024 (skicross) – 1. miejsce
4. Bakuriani – 11 lutego 2024 (skicross) – 1. miejsce
5. Reiteralm – 25 lutego 2024 (skicross) – 2. miejsce
6. Idre Fjäll – 23 marca 2024 (skicross) – 2. miejsce
7. Val Thorens – 12 grudnia 2024 (skicross) – 1. miejsce
8. Arosa – 17 grudnia 2024 (skicross) – 2. miejsce
9. Innichen – 21 grudnia 2024 (skicross) – 3. miejsce
10. Reiteralm – 17 stycznia 2025 (skicross) – 2. miejsce
11. Veysonnaz – 1 lutego 2025 (skicross) – 1. miejsce
12. Val di Fassa – 9 lutego 2025 (skicross) – 2. miejsce
13. Gudauri – 28 lutego 2025 (skicross) – 1. miejsce
14. Gudauri – 1 marca 2025 (skicross) – 3. miejsce
15. Idre Fjäll – 29 marca 2025 (skicross) – 2. miejsce
16. Idre Fjäll – 30 marca 2025 (skicross) – 3. miejsce